# Sardiniens provinser
Sardiniens provinser

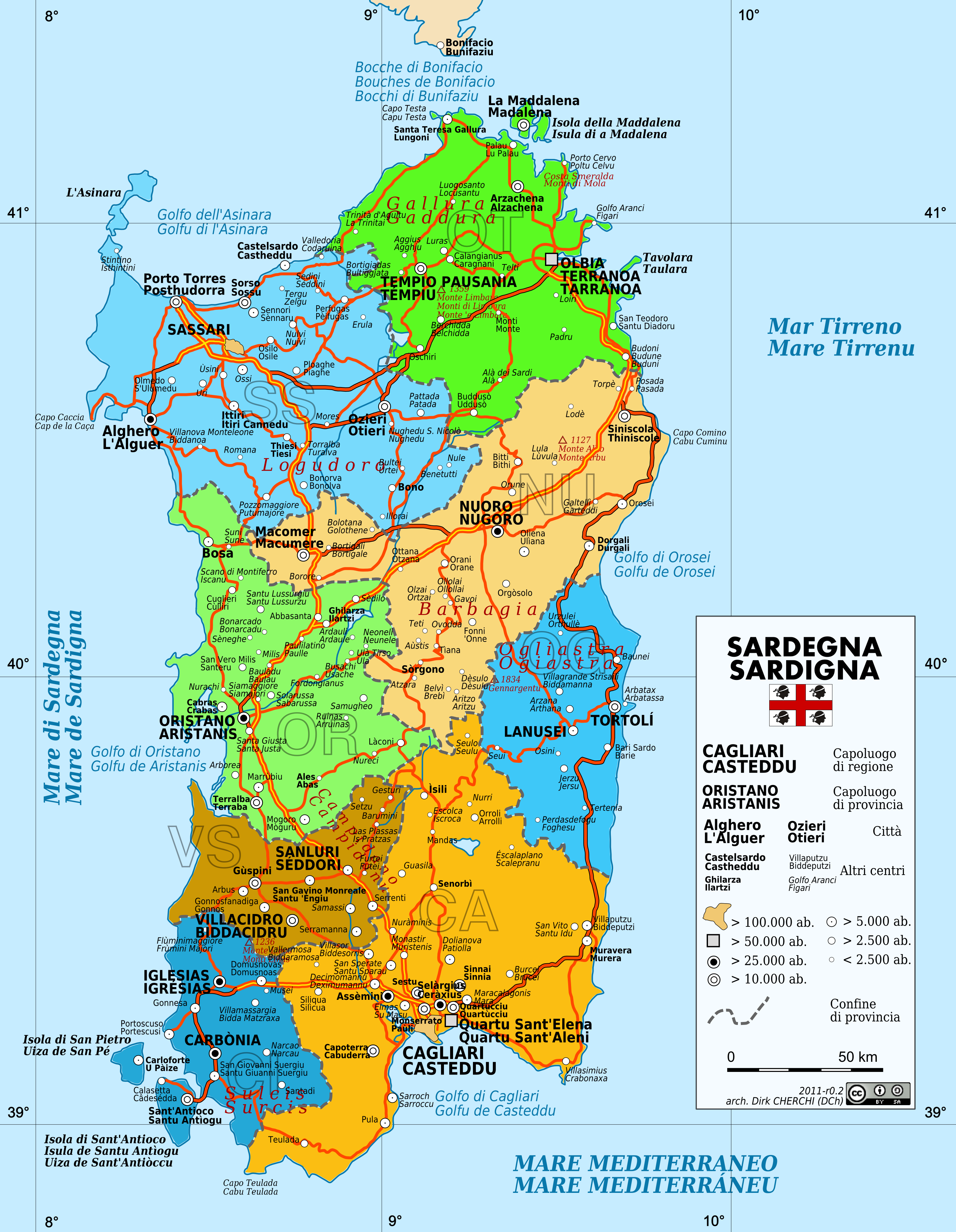
Karta över Sardinien

Sardiniens hade 2001 åtta autonoma provinser med huvudorterna inom parentes. 
- Cagliari (Cagliari)
- Nuoro (Nuoro)
- Oristano (Oristano)
- Sassari (Sassari)

År 2005 inrättades nya provinser:
- Carbonia-Iglesias (Carbonia och Iglesias)
- Medio Campidano Sanluri)
- Ogliastra (Lanusei och Tortolì)
- Olbia-Tempio (Olbia och Tempio Pausania)

## Sardiniens provinser på sardiska
- Provìntzia de Casteddu
- Provìntzia de Nùgoro
- Provìntzia de Tàtari
- Provìntzia de Aristanis
- Provìntzia de Terranoa-Tèmpiu
- Provìntzia de Carbònia-Igrèsias
- Provìntzia de Campidanu de Mesu
- Provìntzia de Ozastra